# Lashkar Gah
Laškar Gāh (pastún: لشگرگاه) es una ciudad de Afganistán. Está ubicada en el suroeste del país. Es considerada como una ciudad árida y desolada. La ciudad posee un afluente que lo rodea, el río Helmand. Su población es de 45.846 habitantes (2007), siendo la décima ciudad más poblada del país. Es la capital de la provincia de Helmand. 

## Historia

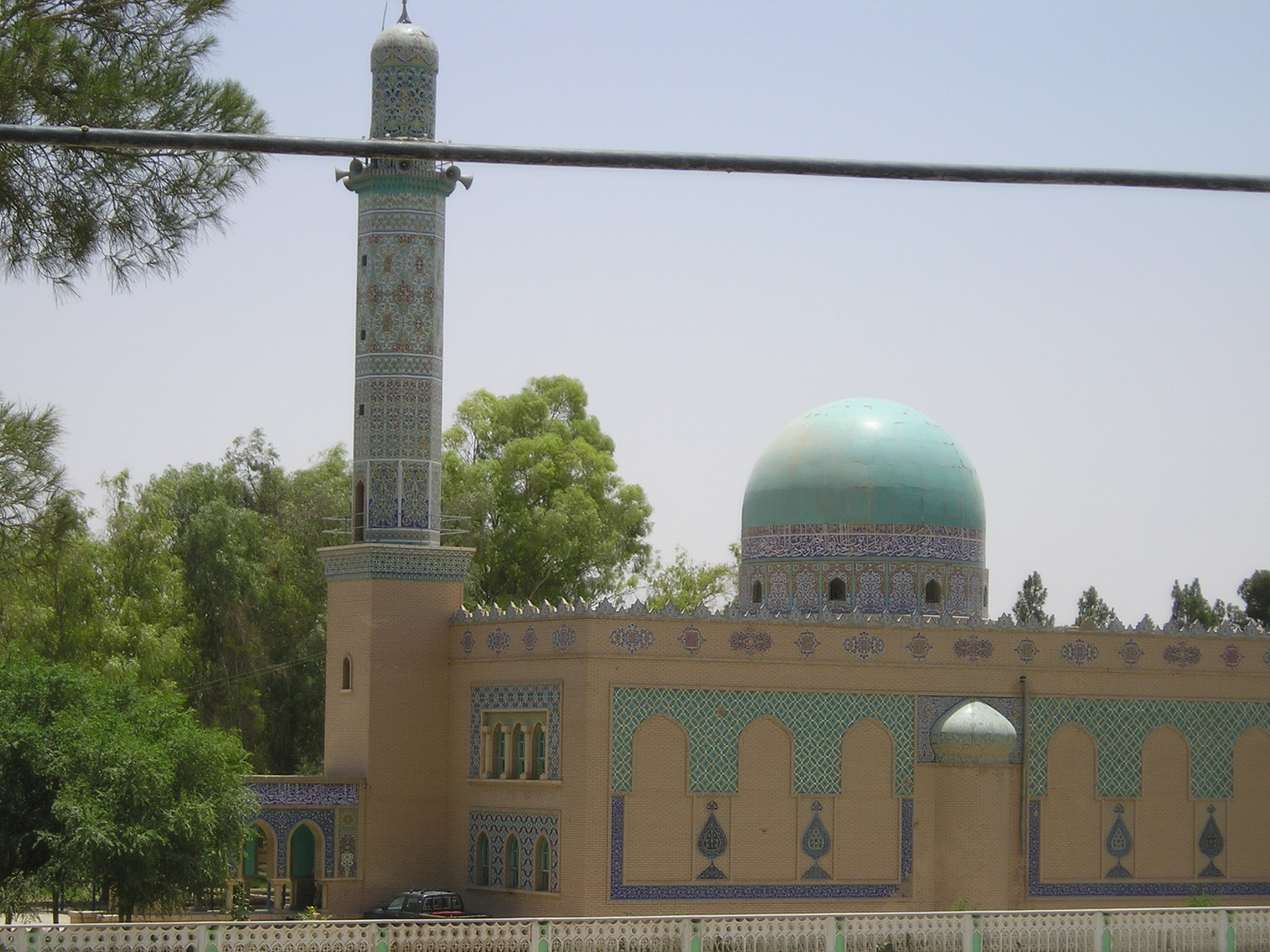
Mezquita en Lashkar Gah

La moderna ciudad de Laškar Gāh fue construido como un cuartel por ingenieros estadounidenses quienes trabajaron en el valle de Helmand en el proyecto de irrigación en los años 50. Laškar Gāh fue construido al estilo americano, con extensas calles lineales y casas de adobe sin separación de paredes a la calle. Durante el comienzo de la invasión Soviética y la dura Guerra Civil Afgana, los postes y paredes fueron derribados. 
El proyecto de irrigación extensiva de Helmand en el periodo de 1940-1970 creó una de las zonas de cultivo más extensas del sur de Afganistán, abriéndose a más de mil hectáreas en el desierto para el cultivo y habitación humana. El proyecto está enfocado a tres grandes canales: el Boghra, Shamalan y Darweshan. Las nuevas comunidades de Nad-i-Ali y Marja (ahora dos de los grandes distritos de la provincia de Helmand) fueron asentadas en su mayor parte por pastunes que migraron de los rincones del país. La responsabilidad para el mantenimiento de los canales fue dada a la Autoridad del Valle Helmand Arghandab, una agencia gubernamental semiindependiente de cuya autoridad (en su auge) rivalizaba con el gobierno provincial.

## Arquitectura
Laškar Gāh significa "lugar de soldados". Creció hace mil años atrás como una ciudad de barracas en la ribera poblada por soldados que acompañaron a la nobleza Gaznavida en su principal capital invernal de Bost. Las ruinas de las mansiones Gaznavida quedaron cerca del Río Helmand; la ciudad de Bost y sus comunidades exteriores fueron saqueadas en sucesivos siglos por los gúridas, Gengis Kan y Tamerlán.
La gran fortificación de Bost, Qala-e-Bost, sus restos son de una ruina impresionante en la convergencia de los ríos Helmand y Argandab, a media hora al sur de Laškar Gāh. Qala-e-Bost es famosa por su decoración de arco, en el cual se nota el 100 Afgani (actual Afgani). Como a comienzos del 2005, fue posible descender a un antiguo pozo de 20 pies que está a 200 pies de profundidad, con una serie de cuartos oscuros y una escalera en forma de espiral que sigue al fondo. En el 2006 se comenzó la construcción en un empedrado que va hacia al sur de Laškar Gāh el Arco de Qala-e-Bost.

## Auge en propiedades
Como un resultado del conflicto en los alrededores del área de Helmand, la gente viaja a los alrededores de la capital y el crecimiento de la producción de opio en Laškar Gāh es experimentalmente un auge monumental en las propiedades en donde las casas son valoradas en $400.000.

## Operaciones de la ISAF

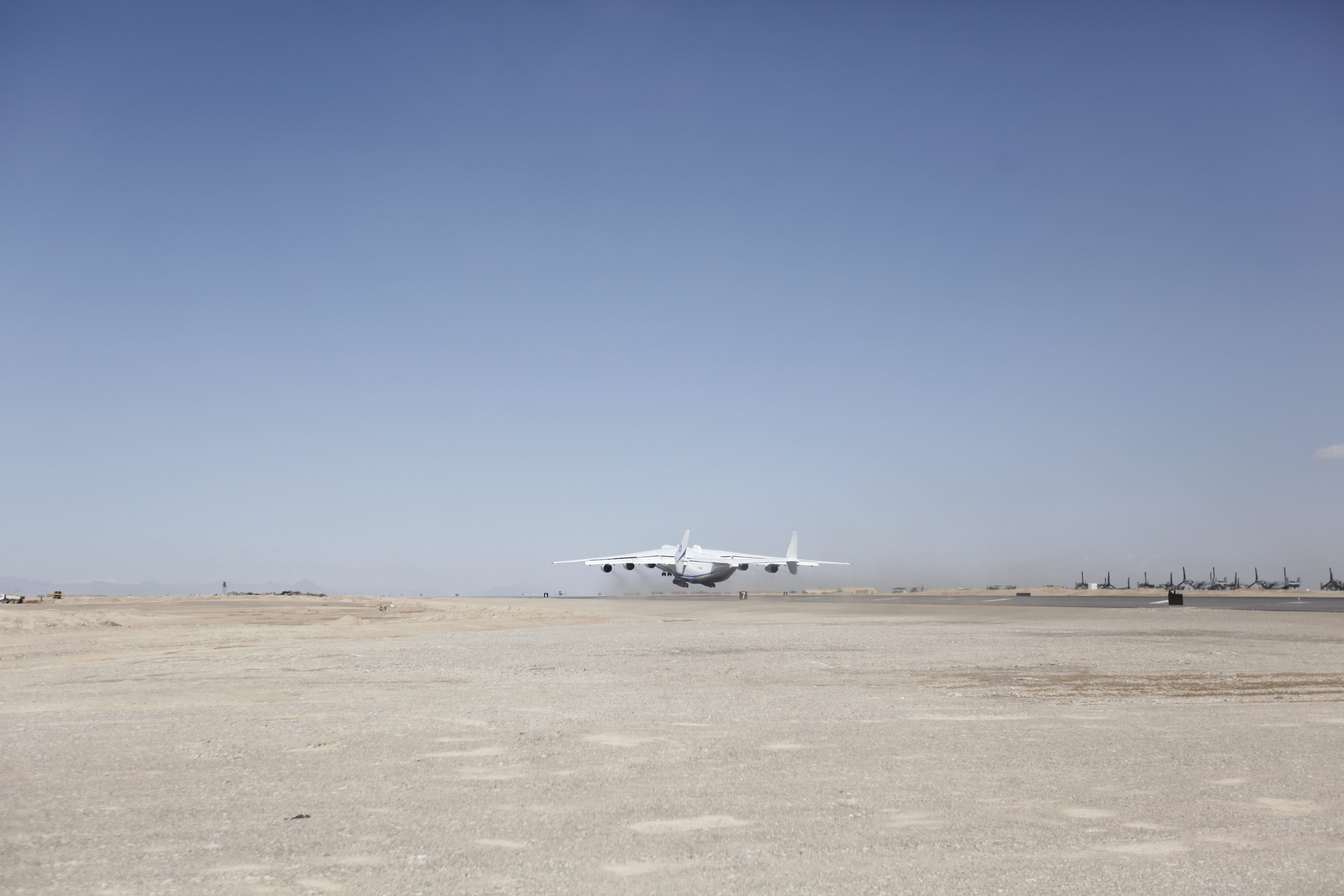
Aeropuerto de Bost

Durante el despliegue de las fuerzas británicas en la provincia de Helmand, Laškar Gāh ha servido como cuartel de operaciones de las fuerzas británicas en la Operación Herrick. El cercano aeropuerto de Bost ha servido para apoyar el despliegue internacional.